# Proteste a Gibuti del 2011
Le proteste a Gibuti del 2011 si inseriscono nel contesto delle coeve proteste nel mondo arabo.

## I fatti

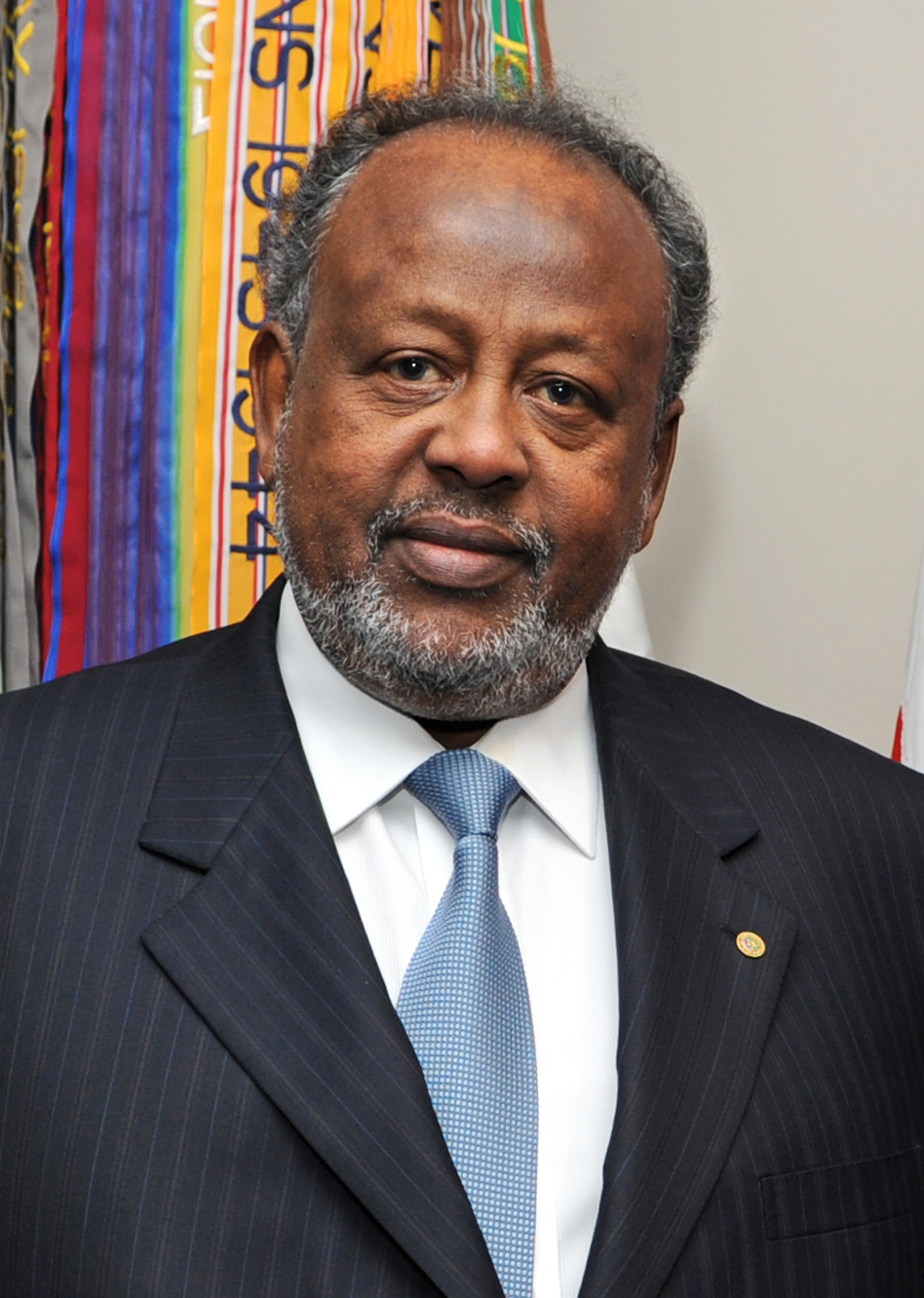
Ismail Omar Guelleh, Presidente del Gibuti

Nella capitale di Gibuti, dove una reale opposizione risulta assente da 15 anni, a inizio febbraio si svolgono pacifiche manifestazioni contro il presidente Ismail Omar Guelleh, al potere da 12 anni e che di recente aveva approvato una norma che eliminava il limite dei due mandati. I dimostranti raggiungono il palazzo presidenziale e chiedono che Guelleh non si ricandidi alle prossime elezioni.
Il 18 febbraio una manifestazione viene dispersa dalla polizia con l'uso dei gas e il ricorso alle cariche e sfocia in scontri violenti che causano la morte di un poliziotto e una decina di feriti. I manifestanti chiedono le dimissioni del presidente dopo l'escalation seguita dal movimento di protesta. Il leader dell'opposizione Abdourahman Boreh, residente in Gran Bretagna perché destinatario di un mandato di arresto nel suo paese, guida la rivolta contro Guelleh.
Il 19 febbraio alcune manifestazioni sfociano in scontri tra la polizia e i rivoltosi. I manifestanti sono accusati dalle autorità di compiere atti di violenza e di vandalismo". Rappresentanti delle istituzioni affermano che le manifestazioni dei partiti politici sono un prerequisito per libere ed eque elezioni, ma che le proteste di massa più recenti sono compiute da sobillatori che puntano a creare il caos.
Il tentativo da parte dei leader antigovernativi di indire un'altra manifestazione il 4 marzo è impedita dal veto posto dalle autorità e dal massiccio dispiegamento delle forze di sicurezza che bloccano le strade.